# Gran Premio del Canada 2006
Il Gran Premio del Canada 2006 è stata la nona prova della stagione 2006 del campionato mondiale di Formula 1. La gara si è tenuta domenica 25 giugno sul circuito Gilles Villeneuve di Montréal ed è stata vinta dallo spagnolo Fernando Alonso su Renault, al quattordicesimo successo in carriera; Alonso ha preceduto all'arrivo il tedesco Michael Schumacher su Ferrari e il finlandese Kimi Räikkönen su McLaren-Mercedes.

## Prove

### Risultati
Nella prima sessione del venerdì si è avuta questa situazione:
| Pos | Nº | Pilota           | Costruttore       | Tempo    | Gap    | Giri |
| --- | -- | ---------------- | ----------------- | -------- | ------ | ---- |
| 1   | 38 | Robert Kubica    | BMW Sauber        | 1'16"390 |        | 30   |
| 2   | 36 | Anthony Davidson | Honda             | 1'18"306 | +1"916 | 26   |
| 3   | 35 | Alexander Wurz   | Williams-Cosworth | 1'18"941 | +2"551 | 23   |

Nella seconda sessione del venerdì si è avuta questa situazione:
| Pos | Nº | Pilota          | Costruttore       | Tempo    | Gap    | Giri |
| --- | -- | --------------- | ----------------- | -------- | ------ | ---- |
| 1   | 38 | Robert Kubica   | BMW Sauber        | 1'16"965 |        | 33   |
| 2   | 1  | Fernando Alonso | Renault           | 1'17"095 | +0"130 | 15   |
| 3   | 35 | Alexander Wurz  | Williams-Cosworth | 1'17"337 | +0"372 | 21   |

Nella sessione del sabato mattina si è avuta questa situazione:
| Pos | Nº | Pilota               | Costruttore | Tempo    | Gap    | Giri |
| --- | -- | -------------------- | ----------- | -------- | ------ | ---- |
| 1   | 1  | Fernando Alonso      | Renault     | 1'15"455 |        | 20   |
| 2   | 2  | Giancarlo Fisichella | Renault     | 1'15"521 | +0"066 | 19   |
| 3   | 17 | Jacques Villeneuve   | BMW Sauber  | 1'15"554 | +0"099 | 13   |

## Qualifiche

### Resoconto

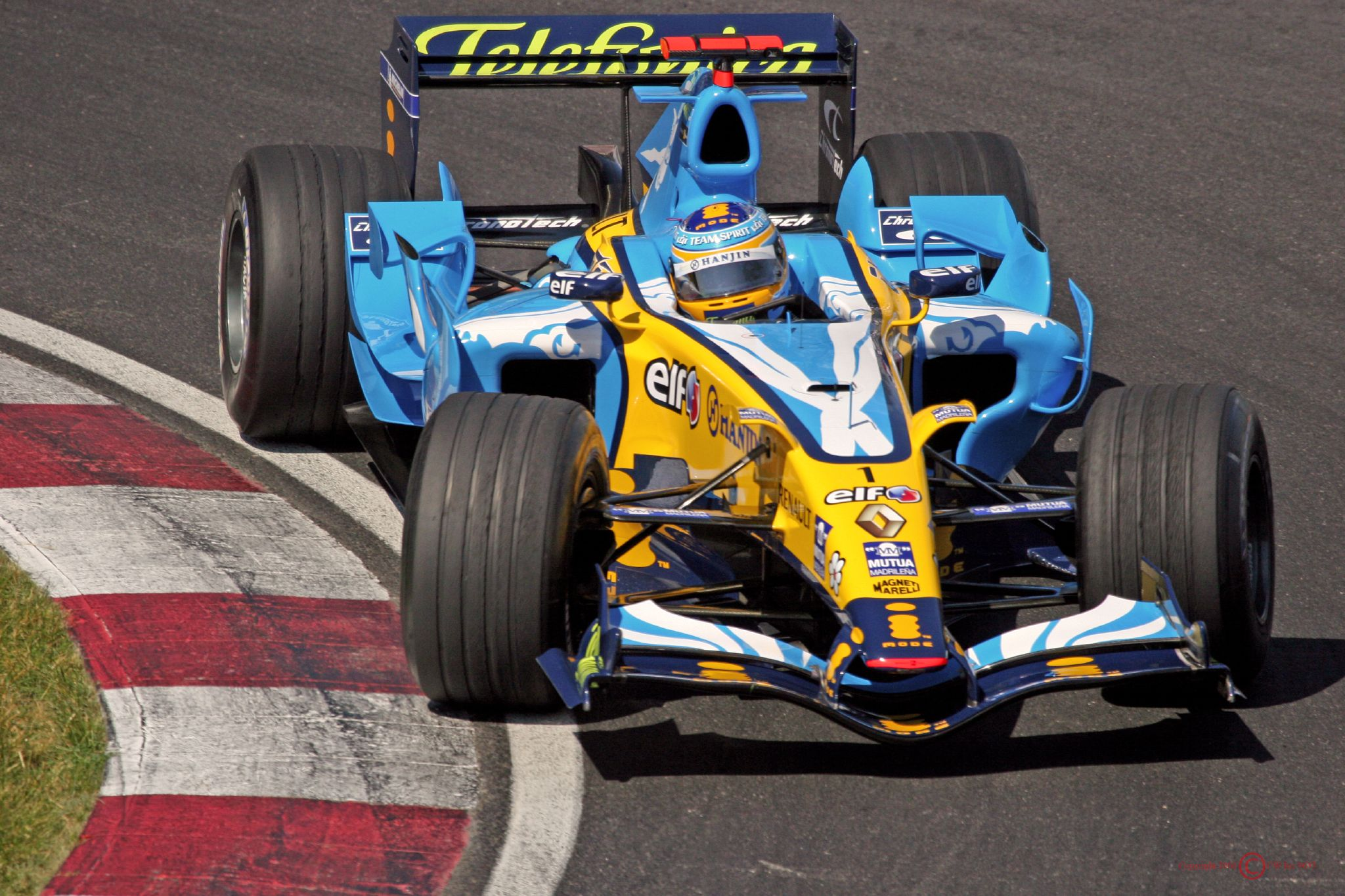
Fernando Alonso durante il giro che gli ha conferito la partenza al palo

Grandissima prestazione di Liuzzi, che si piazza tredicesimo, staccando di mezzo decimo le due Honda e di 6 decimi il compagno di squadra Scott Speed. Rimane in Q3 la prima guida della Williams, Mark Webber, a tre decimi dalla sedicesima piazza e a sei dal compagno Nico Rosberg.
Fernando Alonso diventa il primo a scendere sotto l'1'15", ma non è questo che conta. Infatti vengono eliminate tutte le auto Red Bull (David Coulthard, Christian Klien e Vitantonio Liuzzi), la Toyota di Ralf Schumacher e le due BMW di Nick Heidfeld e del pilota di casa Jacques Villeneuve.
Fernando Alonso è inarrestabile: ottiene il primo tempo per la terza sessione consecutiva, ed è ancora l'unico a scendere sotto l'1'15". A fargli da supporto l'altra Renault di Giancarlo Fisichella, secondo a due decimi, mentre il rivale Michael Schumacher è quinto a un secondo di distacco, dietro a un formidabile Jarno Trulli, quarto, e a Kimi Räikkönen.

### Risultati
Nella sessione di qualifica si è avuta questa situazione:
| Pos | Nº | Pilota               | Costruttore       | Q1       | Q2       | Q3       | Griglia |
| --- | -- | -------------------- | ----------------- | -------- | -------- | -------- | ------- |
| 1   | 1  | Fernando Alonso      | Renault           | 1'15"350 | 1'14"726 | 1'14"942 | 1       |
| 2   | 2  | Giancarlo Fisichella | Renault           | 1'15"917 | 1'15"295 | 1'15"178 | 2       |
| 3   | 3  | Kimi Räikkönen       | McLaren-Mercedes  | 1'15"376 | 1'15"273 | 1'15"386 | 3       |
| 4   | 8  | Jarno Trulli         | Toyota            | 1'16"455 | 1'15"506 | 1'15"968 | 4       |
| 5   | 5  | Michael Schumacher   | Ferrari           | 1'15"716 | 1'15"139 | 1'15"986 | 5       |
| 6   | 10 | Nico Rosberg         | Williams-Cosworth | 1'16"404 | 1'15"269 | 1'16"012 | 6       |
| 7   | 4  | Juan Pablo Montoya   | McLaren-Mercedes  | 1'16"251 | 1'15"253 | 1'16"228 | 7       |
| 8   | 12 | Jenson Button        | Honda             | 1'16"594 | 1'15"814 | 1'16"608 | 8       |
| 9   | 11 | Rubens Barrichello   | Honda             | 1'16"735 | 1'15"601 | 1'16"912 | 9       |
| 10  | 6  | Felipe Massa         | Ferrari           | 1'16"259 | 1'15"555 | 1'17"209 | 10      |
| 11  | 17 | Jacques Villeneuve   | BMW Sauber        | 1'16"493 | 1'15"832 | N.D.     | 11      |
| 12  | 15 | Christian Klien      | RBR-Ferrari       | 1'16"585 | 1'15"833 | N.D.     | 12      |
| 13  | 16 | Nick Heidfeld        | BMW Sauber        | 1'15"906 | 1'15"885 | N.D.     | 13      |
| 14  | 7  | Ralf Schumacher      | Toyota            | 1'16"702 | 1'15"888 | N.D.     | 14      |
| 15  | 20 | Vitantonio Liuzzi    | STR-Cosworth      | 1'16"581 | 1'16"116 | N.D.     | 15      |
| 16  | 14 | David Coulthard      | RBR-Ferrari       | 1'16"514 | 1'16"301 | N.D.     | 22      |
| 17  | 9  | Mark Webber          | Williams-Cosworth | 1'16"985 | N.D.     | N.D.     | 16      |
| 18  | 21 | Scott Speed          | STR-Cosworth      | 1'17"016 | N.D.     | N.D.     | 17      |
| 19  | 18 | Tiago Monteiro       | MF1-Toyota        | 1'17"121 | N.D.     | N.D.     | 18      |
| 20  | 19 | Christijan Albers    | MF1-Toyota        | 1'17"140 | N.D.     | N.D.     | 19      |
| 21  | 22 | Takuma Satō          | Super Aguri-Honda | 1'19"088 | N.D.     | N.D.     | 20      |
| 22  | 23 | Franck Montagny      | Super Aguri-Honda | 1'19"152 | N.D.     | N.D.     | 21      |

In grassetto sono indicate le migliori prestazioni in Q1, Q2 e Q3.

## Gara

### Resoconto
Alla partenza  Fernando Alonso prende la testa davanti a Kimi Räikkönen, mentre Fisichella anticipa lo scatto e sarà penalizzato con un drive trough. Dietro al romano sono Trulli, Rosberg, Montoya e Michael Schumacher, che ha tagliato sull’erba in curva 4 per evitare il contatto con il colombiano. Alla fine del primo giro, Rosberg taglia la chicane e viene immediatamente attaccato da Montoya; i due vengono a contatto ancora in curva 4 ed è il tedesco a finire a muro mentre il colombiano è costretto ai box. Dopo qualche giro sotto safety car, Alonso prova ad allungare ma Räikkönen resta a contatto, provando anche un paio di attacchi, mentre i due prendono il largo rispetto a Trulli che fa da tappo a Michael Schumacher e Fisichella. Il tedesco riesce nel sorpasso dopo una ventina di passaggi quando il ritardo dal duo di testa è già superiore ai venti secondi. La prima sosta non cambia l’ordine con Alonso che allunga su Raikkonen, causa un pit stop lungo di quest’ultimo, mentre Fisichella sale al quarto posto. In questa fase, la pista diventa molto insidiosa per la presenza di molti residui di gomma e si moltiplicano le sbavature dei piloti, con Michael Schumacher che taglia l’ultima chicane per tre volte. La seconda sosta sembra svolgersi come la prima: Alonso entra per primo, Räikkönen, dopo qualche giro in testa, per secondo, e Schumacher, quattro giri dopo. Non cambia nulla, nonostante il finlandese spenga il motore ma il vantaggio sul tedesco era consistente. A dodici tornate dal termine Jacques Villeneuve, in quel momento ottavo dietro al compagno Heidfeld, va a muro in curva 7, richiedendo un nuovo ingresso della safety car. Alla ripartenza i cinque piloti a pieni giri, sono separati da diversi doppiati. Alonso conserva la testa senza patemi e va a vincere. Raikkonen subisce invece il ritorno di Michael Schumacher che lo sfila al penultimo giro, quando il finlandese va largo al tornantino.===

### Risultati
I risultati del Gran Premio sono i seguenti:
| Pos | Nº | Pilota               | Costruttore       | Giri | Tempo/Ritiro                 | Griglia | Punti |
| --- | -- | -------------------- | ----------------- | ---- | ---------------------------- | ------- | ----- |
| 1   | 1  | Fernando Alonso      | Renault           | 70   | 1h34'37"308                  | 1       | 10    |
| 2   | 5  | Michael Schumacher   | Ferrari           | 70   | +2"111                       | 5       | 8     |
| 3   | 3  | Kimi Räikkönen       | McLaren-Mercedes  | 70   | +8"813                       | 3       | 6     |
| 4   | 2  | Giancarlo Fisichella | Renault           | 70   | +15"679                      | 2       | 5     |
| 5   | 6  | Felipe Massa         | Ferrari           | 70   | +25"172                      | 10      | 4     |
| 6   | 8  | Jarno Trulli         | Toyota            | 69   | +1 giro                      | 4       | 3     |
| 7   | 16 | Nick Heidfeld        | BMW Sauber        | 69   | +1 giro                      | 13      | 2     |
| 8   | 14 | David Coulthard      | RBR-Ferrari       | 69   | +1 giro                      | 22      | 1     |
| 9   | 12 | Jenson Button        | Honda             | 69   | +1 giro                      | 8       |       |
| 10  | 21 | Scott Speed          | STR-Cosworth      | 69   | +1 giro                      | 17      |       |
| 11  | 15 | Christian Klien      | RBR-Ferrari       | 69   | +1 giro                      | 12      |       |
| 12  | 9  | Mark Webber          | Williams-Cosworth | 69   | +1 giro                      | 16      |       |
| 13  | 20 | Vitantonio Liuzzi    | STR-Cosworth      | 68   | +2 giri                      | 15      |       |
| 14  | 18 | Tiago Monteiro       | MF1-Toyota        | 66   | +4 giri                      | 18      |       |
| 15  | 22 | Takuma Satō          | Super Aguri-Honda | 64   | Incidente                    | 20      |       |
| Rit | 17 | Jacques Villeneuve   | BMW Sauber        | 58   | Incidente                    | 11      |       |
| Rit | 7  | Ralf Schumacher      | Toyota            | 58   | Ritiro volontario            | 14      |       |
| Rit | 4  | Juan Pablo Montoya   | McLaren-Mercedes  | 13   | Incidente                    | 7       |       |
| Rit | 11 | Rubens Barrichello   | Honda             | 11   | Motore                       | 9       |       |
| Rit | 23 | Franck Montagny      | Super Aguri-Honda | 2    | Motore                       | 21      |       |
| Rit | 10 | Nico Rosberg         | Williams-Cosworth | 1    | Collisione con J. P. Montoya | 6       |       |
| Rit | 19 | Christijan Albers    | MF1-Toyota        | 0    | Collisione con T. Monteiro   | 19      |       |

## Classifiche mondiali

### Piloti
| Pos | Pilota               | Punti |
| --- | -------------------- | ----- |
| 1   | Fernando Alonso      | 84    |
| 2   | Michael Schumacher   | 59    |
| 3   | Kimi Räikkönen       | 39    |
| 4   | Giancarlo Fisichella | 37    |
| 5   | Felipe Massa         | 28    |
| 6   | Juan Pablo Montoya   | 26    |
| 7   | Jenson Button        | 16    |
| 8   | Rubens Barrichello   | 13    |
| 9   | Nick Heidfeld        | 12    |
| 10  | Ralf Schumacher      | 8     |
| 11  | David Coulthard      | 8     |
| 12  | Jacques Villeneuve   | 7     |
| 13  | Mark Webber          | 6     |
| 14  | Nico Rosberg         | 4     |
| 15  | Jarno Trulli         | 3     |
| 16  | Christian Klien      | 1     |

### Costruttori
| Pos | Costruttore       | Punti |
| --- | ----------------- | ----- |
| 1   | Renault           | 121   |
| 2   | Ferrari           | 87    |
| 3   | McLaren-Mercedes  | 65    |
| 4   | Honda             | 29    |
| 5   | BMW Sauber        | 19    |
| 6   | Toyota            | 11    |
| 7   | Williams-Cosworth | 10    |
| 8   | RBR-Ferrari       | 9     |